# Kiryat Ekron
Kiryat Ekron o Qiryath Eqron (in ebraico קִרְיַת עֶקְרוֹן‎?)è una città situata sulla costa nel distretto centrale di Israele. Si trova immediatamente a sud della città di Rehovot sull'autostrada 411 dopo il Bilu Junction. Nel 2018 aveva una popolazione di 10 999 abitanti.

## Storia
Kiryat Ekron fu fondata nel 1948, sotto il nome di Kfar Ekron, sul sito del villaggio palestinese di Aqir, e fu chiamata per il nome biblico Ekron, un'importante città filistea che si credeva fosse esistita vicino a Tel Mikne. Dopo la guerra, gli immigrati dallo Yemen e dalla Bulgaria si sistemarono nelle case rimanenti. Nel novembre del 1948, due campi ma'abara furono stabiliti sulle terre del villaggio: l'Aqir ma'abara, e il Givat Brenner ma'abara. Nel 1953, l'Aqir ma'abara fu ufficialmente integrato a Kfar Ekron, seguito dal Givat Brenner ma'abara nel 1955. Dal 1954 al 1963, Kfar Ekron apparteneva al consiglio regionale di Givat Brenner. Nel 1963, il nome della città fu cambiato in Kiryat Ekron, e diventò una città indipendente.
Nel 2003 ci fu il tentativo di unire la città di Kiryat Ekron con la città più grande di Rehovot, ma fallì per le proteste dei cittadini. Un ulteriore tentativo provò ad unire Kiryat Ekron con la città di Mazkeret Batya, ma sempre grazie alle proteste, l'unificazione non avvenne.

## Economia
Il più grande centro commerciale di Israele si trova a Kiryat Ekron. Il centro fu costruito negli anni 90 su dei terreni che erano principalmente dedicati all'agricoltura.

## Città gemellate
Kiryat Ekron è gemellata with:
- Bussy-Saint-Georges, France
- Akron, Ohio, United States[3]